# Хлебный точильщик
Хлебный точильщик (лат. Stegobium paniceum) — распространённый повсеместно вид из семейства жуков-точильщиков. Внешне имеет сходство с табачным жуком (Lasioderma serricorne), но немного больше. Характеризуется чрезвычайной многоядностью личинок. Хлебный точильщик широко известен в качестве опасного вредителя различных сухих продуктов животного и растительного происхождения (продовольственных, табачных запасов и изделий из них, аптечных лекарственных трав), шелководства и музейных коллекций.

## Описание

### Имаго
Жук цилиндрической формы, длиной 1,7—3,8 мм. Половой диморфизм выражен слабо: самки крупнее самцов. Переднеспинка большая, надвинута на голову, которая направлена вниз и вперёд и втянута в грудь. Надкрылья и грудь выпуклые. Надкрылья с глубокими резко очерченными бороздками. Окраска варьирует от светло-коричневой до красно-бурой. Тело густо покрыто тонкими короткими шелковистыми волосками. Усики короткие, пильчатые, три их концевые членика удлинены и расширены.

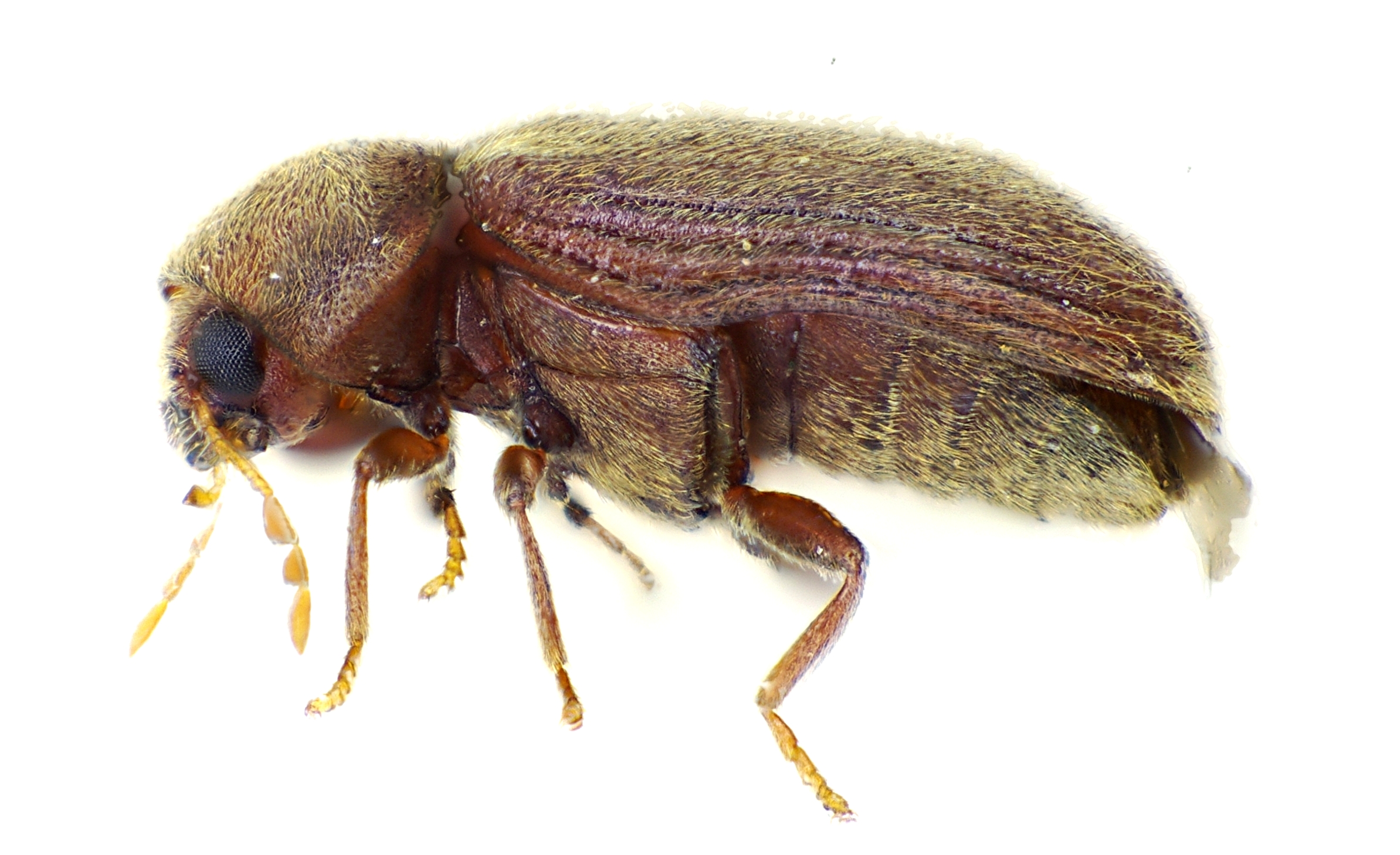
Вид сбоку
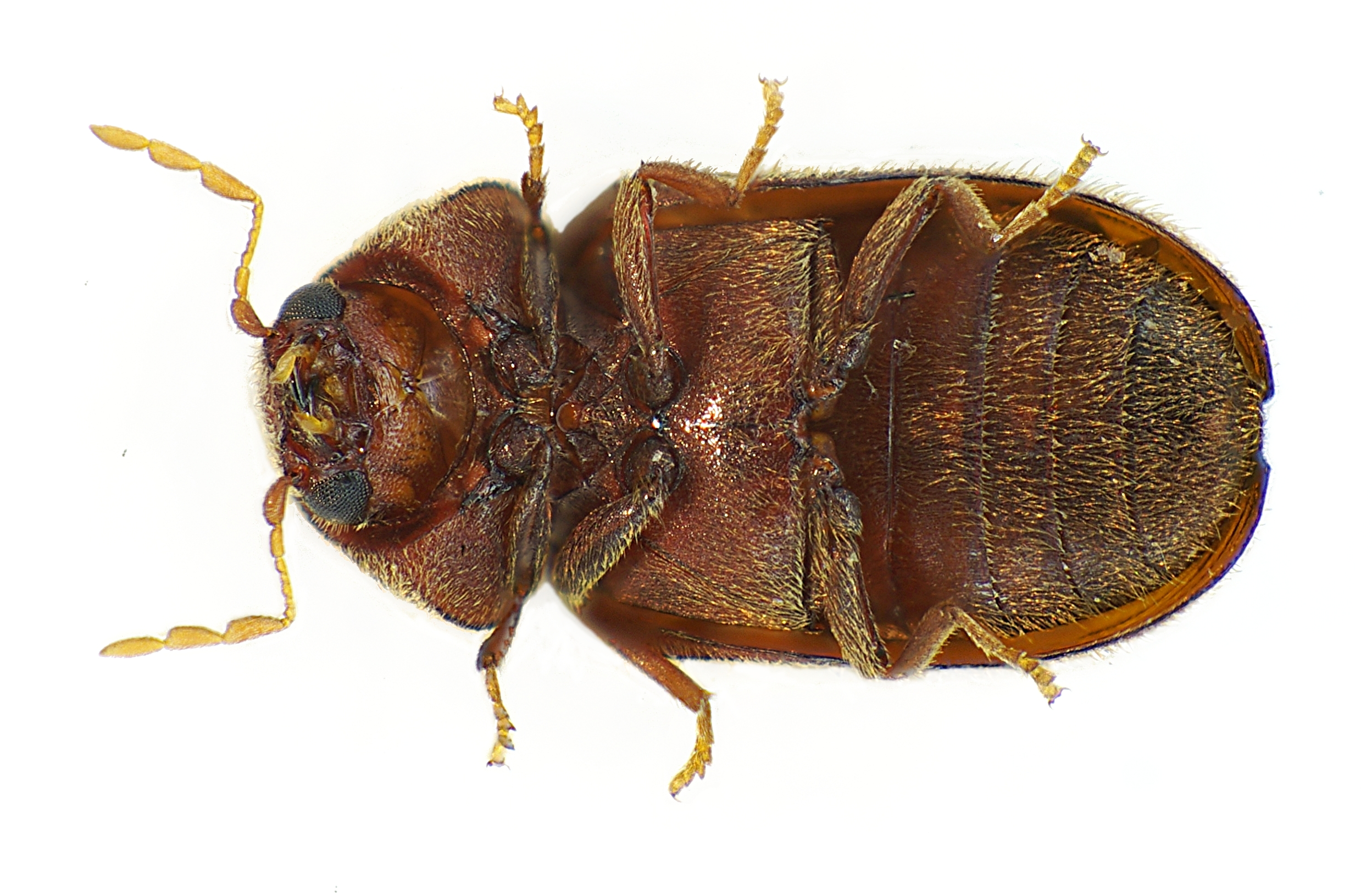
Нижняя сторона тела
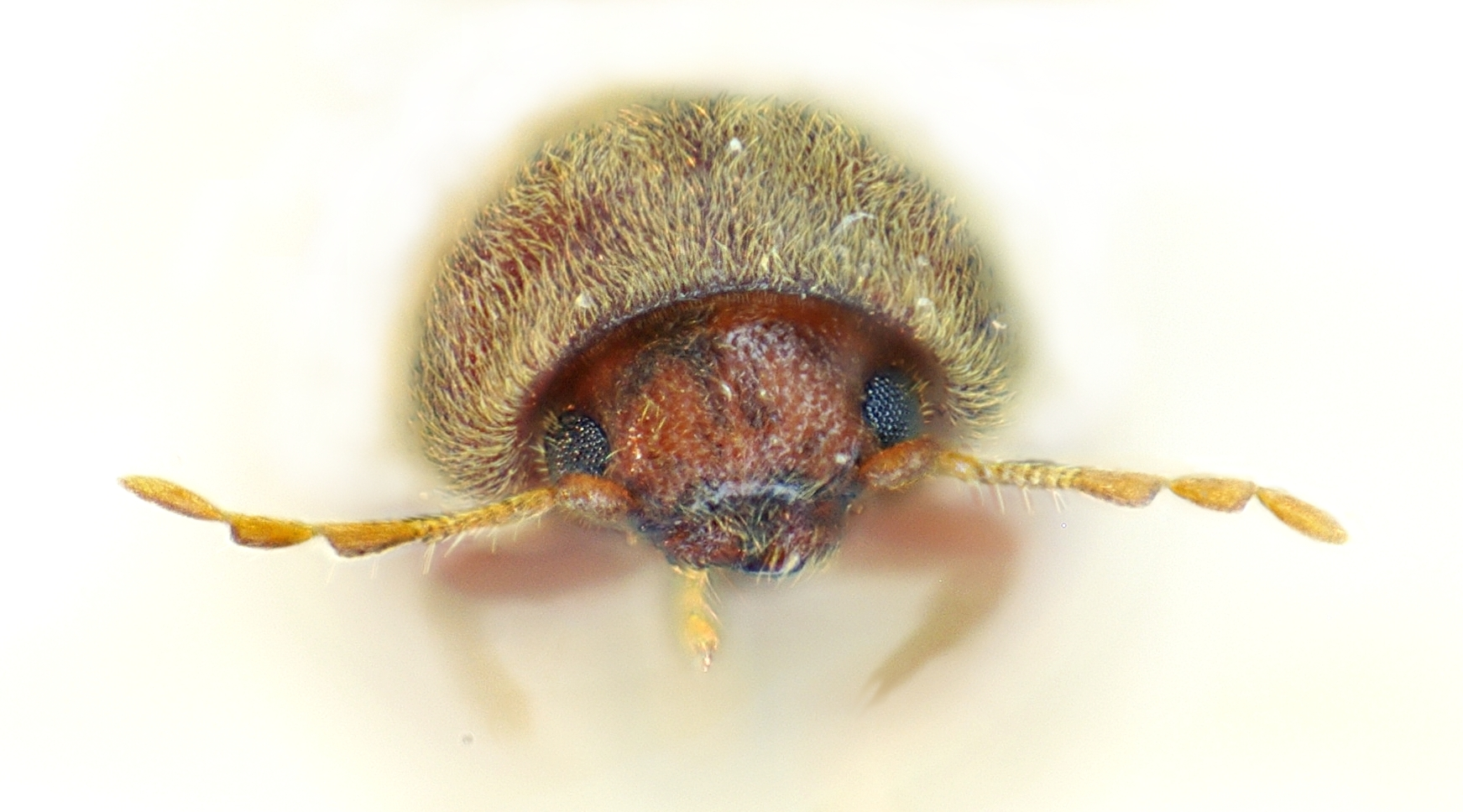
Голова крупным планом

### Преимагинальные стадии
Яйца хлебного точильщика овальной формы молочно-белого цвета.

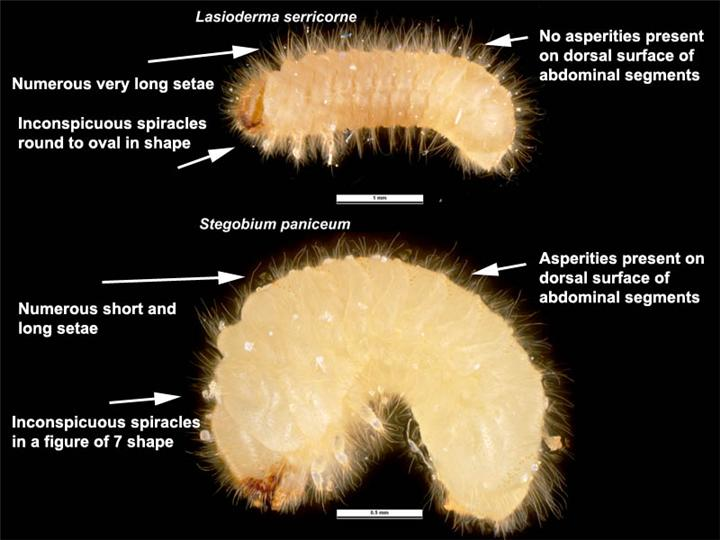
Личинки хлебного точильщика

Личинка дугообразно изогнутая, грязно-белого цвета. Тело мягкое, мясистое, покрыто волосками. На спине короткие шипики. Голова светло-коричневая либо жёлто-коричневая. Верхние челюсти личинки очень хорошо развиты, покрыты зубцами. Грудные сегменты тела более вздутые, чем остальные, анальная щель продольная. Ног три пары, они трёхчлениковые, слаборазвитые. Взрослая личинка длиной до 5,6 мм.
Куколка длиной 2,5—4 мм, жёлто-белого цвета. Переднеспинка прикрывает голову сверху, как и у имаго жука.

## Ареал
Вид палеарктического происхождения. Ныне — космополит, так как встречается во всех экозонах. На территории России распространён повсеместно, встречаясь в отапливаемых помещениях и жилых домах.
Наиболее часто встречается на продовольственных складах, пекарнях, хлебозаводах, в магазинах, складах готовой продукции, жилых домах и помещениях. В зернохранилищах встречается не часто.

## Жизненный цикл
Жуки встречаются обычно в июне — июле, но в отапливаемых помещениях могут встречаться почти круглогодично. В умеренном климате и неотапливаемых помещениях за год развивается одно — два поколения, в тёплых помещениях и в тёплом климате хлебный точильщик может иметь в году до четырёх поколений и более.
Самка откладывает 60—80 яиц в будущий корм для личинок. Стадия яйца длится около 1—2 недель.
Личиночная стадия длится от четырёх до двадцати недель. Личинки проникают в толщу питательного субстрата и прокладывают в нём ходы. В течение развития личинка линяет 4—5 раз. Окукливание занимает 12—18 дней. Продолжительность жизни взрослой самки 13—65 дней.
Полный жизненный цикл может длиться в зависимости от температуры и качества пищи от 70 до 200 дней. Протекание жизненного цикла в основном зависит от температуры окружающей среды. Развитие начинается от 15 °C до 34 °C, хотя оптимальная точка 30 °C с 60—90 % относительной влажностью.

## Вредность

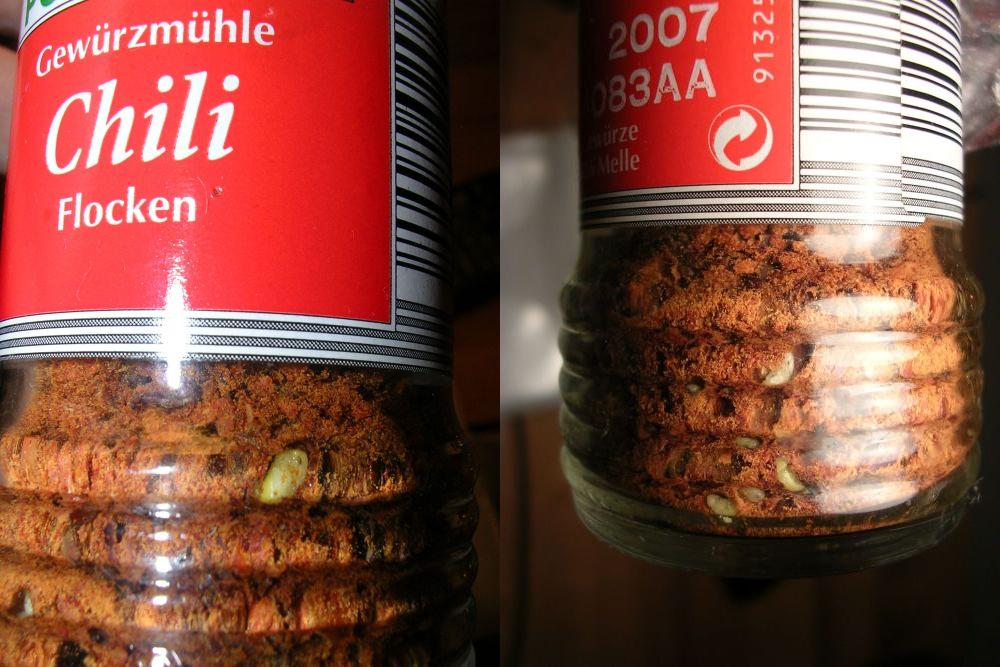
Сухой перец чили, повреждённый хлебным точильщиком

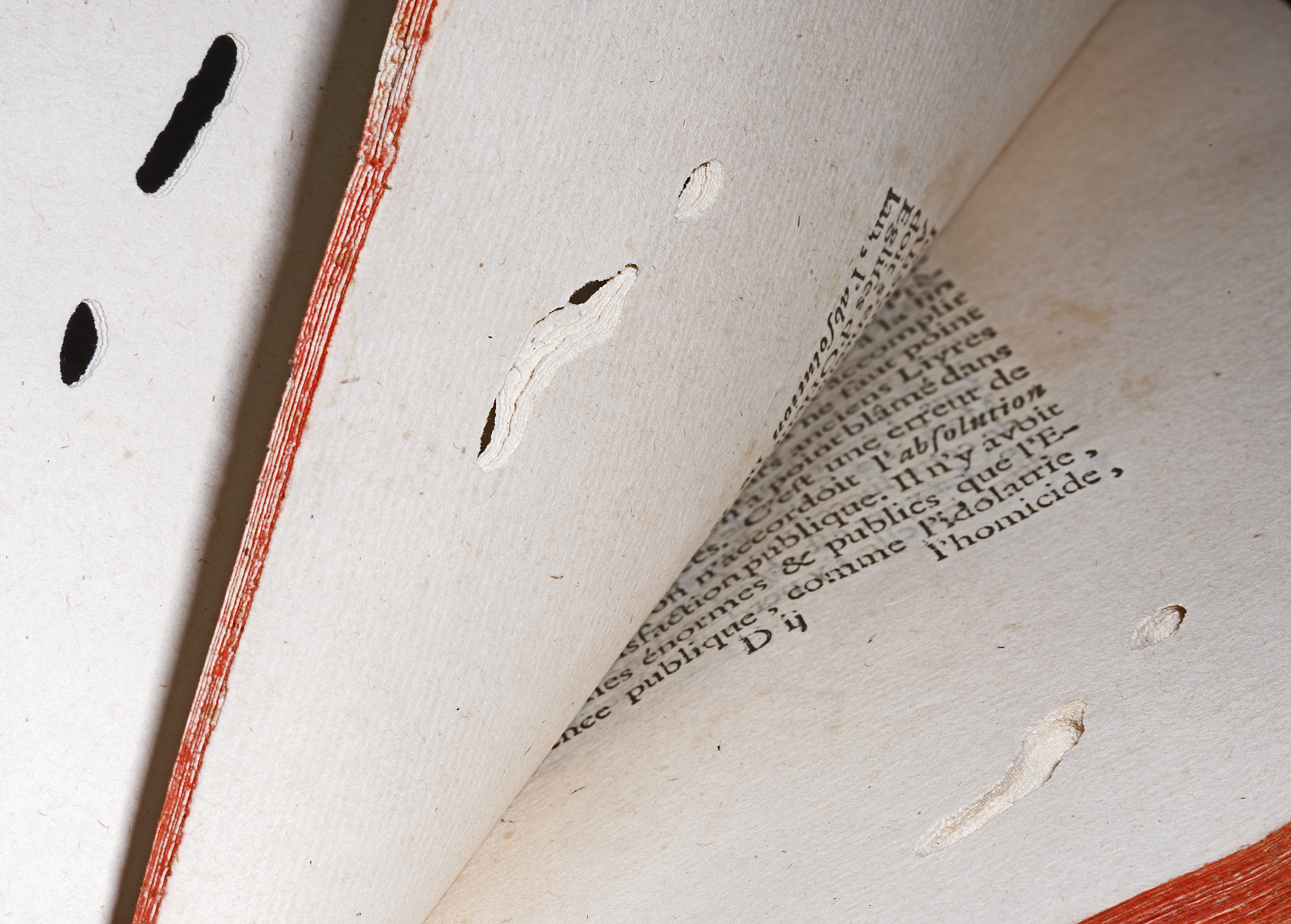
Страницы книги, повреждённые личинками хлебного точильщика

Хлебный точильщик широко известен в качестве опасного вредителя разнообразных сухих продуктов животного и растительного происхождения (продовольственных, табачных запасов и изделий из них, аптечных лекарственных трав). Вредит как личинка, так и имаго. Несмотря на тот факт, что жук не питается, он причиняет существенный вред продуктам, проделывая в них множество ходов.
Наиболее часто повреждает запасы сушёных продуктов: сухарей, сушки, галетного печенья, печенья, дроблёных зернопродуктов и комбикормов, сухофруктов, лекарственного сырья (до 50 видов сухих лекарственных растений и препаратов из них), переплёты книг, гербарии и коллекции семян. При длительном хранении может развиваться на поверхности насыпи зерна.
Хлебный точильщик является наиболее злостным вредителем гербариев и других биологических коллекций, включая энтомологические.
Своё английское название «Drugstore beetle» (рус. аптечный жук) хлебный точильщик получил благодаря чрезвычайной многоядности своей личинки, которая не разборчива в питании. Личинки могут питаться даже лекарственными средствами, включая ядовитые: стрихнин, аконит, спорынья, белладонна и другие.
Особенно ощутимый вред причиняется питанием личинок старших возрастов. Взрослые жуки не питаются и живут за счёт жировых запасов, накопленных на стадии личинки. Личинки способны питаться продуктами с низкой влажностью (6 % и менее). При этом внедряются в пищевой субстрат и проделывают внутри него ходы, заполняя их своими экскрементами.
При слабом заражении продуктов развитие поколений обычно протекает скрытно внутри самого пищевого субстрата, и жуки обычно не выходят наружу. При этом их обнаружение в продуктах очень затрудняется. При высокой же плотности заражения жуки выходят из своего пищевого субстрата в поисках новых мест обитания, и легко обнаруживаются на поверхности повреждаемого ими субстрата, на стенах и окнах помещений.
Употребление в пищу хлеба, заражённого этим вредителем, вредно для здоровья человека.

## Методы борьбы
Хлебный точильщик устойчив к воздействию низких температур. При температуре +4…+5 °C зародыш в яйце сохраняет жизнеспособность до 4 месяцев.

### Профилактические меры борьбы[15]
- Регулярный контроль за заражённостью помещений и оборудования.
- Проведение локального влажного обеззараживания (влажная дезинсекция) заражённых участков.

### Истребительные меры борьбы в продукции и сырьё
Физико-механические способы борьбы
- Охлаждение продуктов переработки
- Очистка продуктов переработки.

Химические способы борьбы
С целью химического обеззараживания пищевых продуктов применяют препараты на основе фосфористого водорода, фумигацию под синтетической плёнкой, фумигацию в фумигационной камере.

### Истребительные меры борьбы в помещениях
Одним из важных условий предотвращения заражения продуктов, помещений и оборудования хлебным точильщиком является содержание в чистоте складских и производственных помещений.
Химические способы борьбы
- Газовая дезинсекция (фумигация, газация)
- Влажное обеззараживание (влажная дезинсекция)
- Аэрозольное обеззараживание (аэрозольная дезинсекция)
- Сочетанное использование выше указанных способов[15].